# Королевство зомби
«Королевство зомби» (англ. Kingdom, кор. 킹덤) — южнокорейский телесериал в жанре зомби-ужасов, первый сезон которого вышел на Netflix в 2019 году. В 2020 вышел второй сезон, а в 2021 — полнометражный спецэпизод «Королевство зомби: История Ашинь». Шоу было высоко оценено критиками.

## Сюжет
Действие сериала происходит в государстве Чосон в начале XVII века после Имджинской войны. При дворе местного правителя идёт жестокая борьба за власть, в которую внезапно вмешиваются зомби. Мертвецы оживают только по ночам, а днём снова возвращаются в свои могилы.

## В ролях
- Чу Джи-хун — Ли Чхан
- Рю Сын-нён
- Пэ Ду-на — Со-би
- Ким Сан-хо — Му-ен
- Хо Джун-хо — Ан Хен
- Ким Сон-гю — Ен-шин
- Чон Сок-хо — Чо Пом-паль
- Ким Хе-джун — императрица
- Пак Пён-ын
- Ким Тхэ-хун
- Чон Сог-вон
- Чин Сон-гю

## Список эпизодов

### Сезон 1
| № общий | № в сезоне | Название               | Режиссёр   | Автор сценария | Дата премьеры  |
| --- | ---------- | ---------------------- | ---------- | -------------- | -------------- |
| 1 | 1          | «Эпизод 1» «Episode 1» | Ким Сонхун | Ким Юнхи       | 25 января 2019 |
| Длительная война разорила Чосон. Император болен оспой, к нему никого не допускают кроме королевского советника Чо и юной супруги императора (дочери Чо). По стране ползут слухи о смерти монарха, их распространителей подвергают пыткам и казням. Даже наследного принца Ли Чхана не пускают в императорский дворец, а за попытку тайного проникновения объявляют изменником. Принцу узнаёт из медицинского дневника, что императора посещал отошедший от дел лекарь Ли Сын-хи, живущий в провинции Танэгу, и отправляется к нему. Ли Чхан намерен провести расследование и свергнуть отца, так как сам рождён от наложницы, а теперь у императора может родиться наследник от законной жены. За принцем начинается охота во главе с Пом-иром (сыном Чо). В это время Ли Сын-хи возвращается в провинцию вместе с телом своего помощника Тан-и, раненного императором во время осмотра. Провинция голодает. Циничный пациент лечебницы Ен-шин тайно использует для похлебки мясо Тан-и, которое едят все, кроме Ен-шина, лекаря и его помощницы Со-би. К ночи все, съевшие мясо, становятся зомби.        |            |                        |            |                |                |
| 2 | 2          | «Эпизод 2» «Episode 2» | Ким Сонхун | Ким Юнхи       | 25 января 2019 |
| Ли Чхан и его телохранитель Му-ен приезжают в провинцию. Лечебница наглухо забита снаружи и изнутри и практически разрушена. Случайно проломив ступеньку, Ли Чхан обнаруживает множество тел под полом. Он обращается к судье Чо Пом-палю (племяннику императорского советника). От Со-би принц узнаёт о смерти лекаря и о воскрешающем растении, упомянутом в его документах. Сопоставив рассказ Со-би о поведении зомби с воспоминаниями об увиденном во дворце чудовищем, Ли Чхан понимает, что лекарь делал в столице: на самом деле император умер и был возвращён к жизни. Ен-шин и Со-би пытаются предупредить судью о скором воскрешении тел из лечебницы, но их запирают в темнице. По-мир настигает Ли Чхана в лечебнице с приказом о его аресте. В поединке Ли Чхан убивает По-мира благодаря внезапному воскрешению Ли Сон-хи. Выбравшись из лечебницы, он видит горящую деревню на другом берегу реки. Во флешбеке Ли Сын-хи в присутствии советника Чо и императрицы констатирует смерть императора. Советник отрицает смерть и призывает лекаря сделать то же самое, что «и три года назад». |            |                        |            |                |                |
| 3 | 3          | «Эпизод 3» «Episode 3» | Ким Сонхун | Ким Юнхи       | 25 января 2019 |
| Со-би и Ен-шин выживают после бойни в деревне. Ли Чхан и Му-ен спасаются в реке. С рассветом мертвецы прячутся в колодцах и укромных уголках деревни. Ли Чхан приказывает ввести карантин, найти и сжечь тела до наступления темноты, но солдаты не повинуются, вместо этого снаряжая единственный оставшийся целым корабль для местной знати. Принц изучает записи лекаря и решает отправиться к своему воспитателю Ан Хену вместе с доказательствами и свидетелем. Придворные, ведущие собственное расследование, тоже планируют привлечь Ан Хена. Единственный корабль уплывает, оставив на берегу крестьян: секретарь судьи убеждает того бежать вместе со всей знатью и лжёт, что принц тоже покинул провинцию. |            |                        |            |                |                |
| 4 | 4          | «Эпизод 4» «Episode 4» | Ким Сонхун | Ким Юнхи       | 25 января 2019 |
| Выжившие решают укрыться в лечебнице и переждать ночь там. В это время на уплывшем корабле просыпается один из мёртвых, тело которого тайно перевозила его мать, и всех убивает. За принцем приезжают солдаты императора, но ему удаётся бежать. Советнику Чо доставляют голову его убитого сына, ещё больше утвердив его в желании мести. Члены императорского совета требуют встречи с императором, Чо неожиданно на это соглашается: это часть его плана, направленного на устранение наследного принца. Императрица обещает отцу родить наследника. |            |                        |            |                |                |
| 5 | 5          | «Эпизод 5» «Episode 5» | Ким Сонхун | Ким Юнхи       | 25 января 2019 |
| Ли Чхан, Му-ен, Со-би и Ен-шин отрываются от погони и направляются в крепость Санджу. Принц подозревает, что Ен-шин не тот, за кого себя выдает: уровень его боевой подготовки слишком высок даже для солдата. Путники снова сталкиваются с судьей Чо Пом-палем, единственным выжившим с охваченного болезнью корабля, разбившегося на мели дальше по реке. До Ан Хена, живущего в уединении, доходят тревожные новости, он приезжает к кораблю проверить всё лично. В одну из деревень неподалеку приезжает и Ли Чхан. Он опаздывает, местные уже обокрали корабль и похоронили умерших. Ли Чхан и Ан Хен наконец встречаются. Со-би подмечает, что люди Ан Хена знали, как справляться с зараженными. Чо Пом-паль пытается ухаживать за Со-би и предлагает ей бежать: их всех убьют, когда за наследным принцем снова придут в Санджу. В столице беременную жену Му-ена опекают в приюте для бездомных беременных девушек. Императрица с подачи отца присваивает полномочия регента и сразу отправляет армию, чтобы взять в блокаду провинцию.                                                            |            |                        |            |                |                |
| 6 | 6          | «Эпизод 6» «Episode 6» | Ким Сонхун | Ким Юнхи       | 25 января 2019 |
| Ан Хен предупреждает, что получил письмо с приказом задержать принца еще до того, как он направлялся сюда, а это значит, что один из спутников принца шпионит в пользу императорской стражи. К стенам крепости Санджу в поисках защиты приходят беженцы. Ли Чхан разрабатывает план защиты крепости, используя страх зараженных перед огнём и водой. Ен-шин обучает местных стрельбе. В столичном приюте у одной из рожениц рождается ребенок. Новых служанок направляют к императрице: на самом деле та не беременна и использует накладной живот. Со-би обнаруживает, что здесь есть еще одна Ледяная долина. Тут, в закрытом месте, украшенном множеством оберегов, она находит воскрешающие цветы и понимает, что дело было не в солнце, а в холоде: на самом деле мертвецы не переносят жару. На крепость устремляется армия зомби. |            |                        |            |                |                |

### Сезон 2
| № общий | № в сезоне | Название               | Режиссёр   | Автор сценария | Дата премьеры |
| --- | ---------- | ---------------------- | ---------- | -------------- | ------------- |
| 7 | 1          | «Эпизод 1» «Episode 1» | Ким Сонхун | Ким Юнхи       | 13 марта 2020 |
| За три года до событий первого сезона японские войска осаждают Санджу. Ли Сын-хи, на тот момент еще действующий императорский лекарь, рассказывает советнику Чо об оживляющем растении. В основной линии повествования армия мертвецов налетает на единственную переправу через реку и почти прорывается в Санджу. Со-би и Чо Пом-паль спасаются из провинции через Ледяную долину и приходят в земли клана Чо. Му-ен случайно подслушивает странные беседы Ан Хена о событии, которое произошло три года назад и оказалось как-то связано с оживляющим цветком, говорит об этом Ли Чхану, но попадает под подозрение в шпионаже. Запасы зерна погибают в огне, провинции грозит смерть от голода. Ли Чхан решает прорываться из провинции, воспользовавшись разрозненностью блокирующих её войск. |            |                        |            |                |               |
| 8 | 2          | «Эпизод 2» «Episode 2» | Ким Сонхун | Ким Юнхи       | 13 марта 2020 |
| Ли Чхан и его люди проникают в лагерь пяти армий, где находится советник Чо и сам император, но их там уже ждут. Ан Хен объявляет, что король мёртв, и тут же погибает от рук солдат на ступенях дворца. Во дворце Ли Чхан сражается с отцом и убивает его окончательно. Чо приказывает арестовать предателей, убивших императора. Проходит секретное расследование: в доме королевы находят множество трупов рожениц с детьми женского пола и приходят к выводу, что ей нужен новорождённый мальчик. Королева объявляет о скорых родах. Ен-шин с другими солдатами-узниками устраивает побег. Ан Хен воскресает: оказывается, его смерть была инсценирована. |            |                        |            |                |               |
| 9 | 3          | «Эпизод 3» «Episode 3» | Ким Сонхун | Ким Юнхи       | 13 марта 2020 |
| За три года до основных событий советник Чо рассказывает Ан Хену о свойствах воскрешающих цветов, предлагая использовать их на больных из деревни в войне против японцев. Тот соглашается, хотя и не сразу. В основной сюжетной линии Ли Чхан убивает Ан Хена во второй раз на глазах знати, ранит советника Чо и доказывает, что он не изменник. Получив управление над армией, он снабжает крепость Санджу продовольствием через тайный ход. Со-би проводит исследование, так как советник Чо, несмотря на укус, не превращается в зомби (как и жертва укуса императора Тан-и). Чо Пом-паль предлагает ей взять травы, предназначенные для императрицы, но Со-би понимает, что это лекарство после выкидыша. Му-ен, Чо Пом-паль и Со-би тайком покидают крепость вместе с раненым советником Чо. Выясняется, что Му-ен был предателем не по своей воле: его шантажировал Пом-ир, угрожая его беременной жене. Люди Чо убивают Му-ена, он умирает на руках принца, успевая рассказать всё, что знает. Императрица объявляет о родах. В ходе обыска в её доме находят трёх рожениц, одна из них (жена Му-Ена) рожает мальчика. Императрица победно улыбается. |            |                        |            |                |               |
| 10 | 4          | «Эпизод 4» «Episode 4» | Ким Сонхун | Ким Юнхи       | 13 марта 2020 |
| Ли Чхан хоронит Му-ена. В столице Со-би пытается исцелить раненого советника Чо. Анализируя поведение других зараженных, она решает, что погружение в воду должно помочь. Из тела Чо выходят тонкие черви, и он приходит в себя. Колокольный звон возвещает о рождении принца. Советник Чо возвращается в совет и приказывает арестовать семьи солдат, перешедших на сторону принца. Ли Чхан тайно проникает в город и зовет Со-би помочь чудом выжившей жене Му-ена. Со-би рассказывает ему, что причиной заражения были не сами цветы, а яйца червей на этих цветах, вылупляющиеся в теле человека. Со-би назначают лекаркой императрицы. Советник Чо посещает императрицу и узнаёт правду: она потеряла ребёнка несколько месяцев назад и задумала совместно с Пом-иром выдать чужого сына за своего. Чо приходит в бешенство, но понимает, что дочь уже отравила его чаем. Чо Пом-паль уступает императрице главенство в клане Чо, она повышает его до командующего войском. Со-би оказывается в тюрьме, императрица требует у нее продолжать исследования болезни. На удаленном острове Ли Чхан посещает своего дядю, который ведёт жизнь рыбака. |            |                        |            |                |               |
| 11 | 5          | «Эпизод 5» «Episode 5» | Ким Сонхун | Ким Юнхи       | 13 марта 2020 |
| С помощью отвлекающего маневра в город без кровопролития входит Ли Чхан, на его сторону переходят армия и совет. Императрица занимает трон и до последнего отказывается покидать его. Её служанка выпускает содержащихся в темнице заражённых, убивающих всех на своем пути. Со-би успевает предупредить принца, он приказывает закрыть все ворота во дворце. Разворачивается битва. |            |                        |            |                |               |
| 12 | 6          | «Эпизод 6» «Episode 6» | Ким Сонхун | Ким Юнхи       | 13 марта 2020 |
| К ночи заражённые прорываются в главный дворец, где убивают императрицу. Со-би использует факелы, чтобы отогнать их, и успевает спасти ребёнка. Солдаты заманивают часть заражённых в здание, часть на замерзший пруд. Чо Пом-паль и Ен-шин укушены, но когда Ли Чхан пробивает лед, черви покидают их тела. На рассвете выжившие приносят клятву принцу. Со-би показывает Ли Чхану ребёнка и просит не убивать его: на мальчике след от укуса, но сам он не заражён. Советники настаивают, что Ли Чхан должен убить ребёнка из предосторожности. Принц признаёт, что советники правы: одному из них следует умереть, но один законный наследник, рожденный в браке, а второй лишь сын наложницы; из ребёнка можно воспитать нового мудрого правителя, которого страна заслуживает. Ли Чхан подтверждает, что ребёнок — сын императора, и просит записать себя погибшим. Проходит семь лет. Подросший ребёнок воспитывается при дворце как принц. Чо Пом-паль встречает Ен-шина, которого не видел много лет, тот передаёт ему подробные записи Со-би. Ли Чхан, Ен-шин и Со-би путешествуют, изучая болезнь, и находят воскрешающий цветок во многих местах: кто-то продаёт его людям, не скрывая свойств. Ли Чхан пытается выследить таинственных продавцов и встречает загадочную девушку Ашинь. В это время ребёнок-принц оказывается заражен: черви двигаются под его кожей, пока он спит. |            |                        |            |                |               |

### Специальный эпизод
| № общий | № в сезоне | Название                                                | Режиссёр   | Автор сценария | Дата премьеры |
| --- | ---------- | ------------------------------------------------------- | ---------- | -------------- | ------------- |
| 13 | 1          | «Королевство зомби: История Ашинь» «Ashin of the North» | Ким Сонхун | Ким Юнхи       | 23 июля 2021  |
| Южные земли Чосона пали под натиском японской армии. С севера Чосону угрожает клан пхаджови, сдерживаемый кланом чжурчженей, осевших в деревне Сончжоян. Деревня находится на границе запретного леса. Когда там погибает большая группа охотников за воскрешающим цветком, пхаджови мстят, среди погибших числится и семья Ашинь. Единственной спасшейся девушке, похоронившей всех павших в деревне, дают приют в лагере Чосона. По словам Ашинь, все охотники погибли от рук пхаджови и она хочет отомстить за своего отца, сколько бы времени это не заняло. Спустя годы повзрослевшая Ашинь начинает шпионить для Чосона, как когда-то делал её отец. Во время одной из вылазок она обнаруживает, что её отец всё это время был жив и содержался в нечеловеческих условиях. Ашинь дарует ему милосердную смерть. Она узнаёт, что глава военного лагеря лично сдал противникам её отца, чтобы улучшить таким образом отношения с пхаджови. Чтобы отомстить, она провоцирует с помощью найденного цветка массовое заражение, так что все чосонские военные погибают. Утром Ашинь уходит, забрав с собой выжившего солдата. Выясняется, что в лесу она всё это время держала скованных цепями жителей деревни: много лет назад они отравились от мяса зараженного оленя. Ашинь скармливает сородичам солдата и, уходя, обещает отомстить всему Чосону, а потом присоединиться к своим друзьям и родным. |            |                                                         |            |                |               |

## Производство
Корейская сценаристка Ким Ын Хи начала задумываться над сюжетом сериала о зомби в XVII веке в 2011 году. По её словам, она хотела отразить страхи и тревоги современности через призму истории Чосон. Решив, что формат сериала для этого мало подходит, Ким Ын-хи создала в 2014 году веб-комикс «Королевство богов» совместно с иллюстратором Ян Ген Иром. Она продолжала работу над сюжетов во время съёмок сериалов «Фантом» и «Сигнал», хотя понимала, что привлечь инвестиции в такой проект будет сложно. Однако благодаря успеху фильма «Поезд в Пусан» в корейской киноиндустрии возродился интерес к зомби-тематике
.
5 марта 2017 года стало известно, что Netflix заказал первый сезон сериала «Королевство зомби». Ким Ын-хи стала сценаристом проекта, режиссёрское кресло занял Ким Сон Хун. Главную роль в сериале предложили актёру Сон Джунги, но он отказался. Позже роли получили Чу Джихун, Рю Сыннён, Пэ Дуна, Ким Санхо. Ещё до выхода первого сезона Netflix объявил, что будет снят и второй сезон. Его съемки начались в феврале 2019 года, режиссёром начиная со второй серии был Пак Ин Чжэ. В ноябре 2020 года началась работа над специальным эпизодом «Королевство зомби: История Ашинь», в котором режиссёром снова стал Ким Сон Хун, а сценаристом — Ким Ын Хи.
Основные съемки двух сезонов проходили в Сеуле, а также в провинциях Кенги и Северный Кенсан. Специальный эпизод снимали на острове Чеджудо. Бюджет в ходе съёмок был перерасходован, и каждая серия обошлась более чем в 1,78 миллиона долларов. Из-за этого оба сезона, запланированные как восьмисерийные, были сокращены до шести серий каждый.

## Восприятие
На сайте-агрегаторе рецензий Rotten Tomatoes первый сезон получил рейтинг 94 %, второй — 100 %. Посмотрев первый сезон, критики сайта констатировали: «Захватывающая смесь крови, террора и политических интриг, „Королевство зомби“ стало освежающим дополнением к зомби-пейзажу».
Рецензенты хвалят сериал за сочетание жанров ужасов, политического триллера и исторической драмы. Алоизиус Лоу из CNET высоко оценил операторскую работу в первом сезоне, заявив, что «камера умело замедляется в определенных местах, чтобы подчеркнуть впечатляющие декорации, и в то же время умело отслеживает происходящее во время поединков на мечах или атак зомби». Реналдо Матадин из CBR отметил, что сериал «делает еще более смелые социально-политические заявления, чем „Ходячие мертвецы“». Джонатан Кристиан из The Playlist похвалил «Королевство зомби», отметив, что он предназначен зрителям, «которые ценят необычное и кровавое». «Приятно видеть, что Netflix рискует», — уточнил рецензент.
Кейт Санчес из But Why Tho? высоко оценила сочетание исторической драмы и зомби-шоу. По её словам, создатели «Королевства зомби» переписали правила игры в рамках перенасыщенного жанра так, что смогли возродить зрительскую любовь к нему. Майкл Пементел из Bloody Disgusting заявил, что сериал вышел за жанровые рамки, но при этом любителям ужасов нужно его смотреть из-за «сильной актерской игры, захватывающего экшена, впечатляющих визуальных эффектов и в целом мощного повествованию». Сол Харрис из Starburst похвалил второй сезон, написав, что это «настоящие американские горки, балансирующие на грани срыва». Кевин Левер из Tell-Tale TV отметил, что «Королевство зомби» и в этом сезоне осталось захватывающим зрелищем, которое «обеспечивает приятное, чертовски приятное времяпрепровождение».
New York Times назвала «Королевство зомби» одним из лучших сериалов 2020 года. Для Ким Ынхи, по её словам, популярность шоу стала полной неожиданностью.